# Banco de Brasília
Banco de Brasília (BRB) é um banco estatal brasileiro, constituído na forma de sociedade de economia mista, com participação do Governo do Distrito Federal como maior acionista. Criado em 1964, seu nome original era Banco Regional de Brasília, alterado em 1986 para Banco de Brasília.
Fora do Distrito Federal, o banco possui agências nos estados de São Paulo, Rio de Janeiro, Minas Gerais, Goiás,  Tocantins,  Bahia, Alagoas, Paraíba, Mato Grosso e Mato Grosso do Sul. Ao todo, a instituição possui 203 pontos de atendimento.

## História
O BRB, sociedade de economia mista, cujo acionista majoritário é o Governo do Distrito Federal, foi criado em 10 de dezembro de 1964 (Lei Federal 4545) obtendo, do Banco Central do Brasil, autorização para funcionar em 12 de julho de 1966. Com sua criação pretendia-se dotar o Distrito Federal de um agente financeiro que possibilitasse captar recursos necessários para o desenvolvimento da região.
Em 1986, teve sua denominação alterada de Banco Regional de Brasília para Banco de Brasília, permanecendo a sigla BRB.
Em 1991, transformou-se em banco múltiplo com as seguintes carteiras: Comercial, Câmbio, Desenvolvimento e Imobiliária. Fazem parte do conglomerado financeiro, como empresas coligadas, a BRB — Distribuidora de Títulos e Valores Mobiliários, a BRB — Crédito, Financiamento e Investimento e a Corretora Seguros BRB. Há uma participação acionária de 45% na empresa de cartões — Cartão BRB S.A. e de 3,5% como sócio-fundador da Companhia Brasileira de Securitização — CIBRASEC.
Em setembro de 2019, um acordo entre o Banco de Brasília com a Cielo na área de adquirência de cartões, garantiu uma iniciativa que complementa o portfólio de produtos ofertados pela instituição para empresários e empreendedores do Distrito Federal e região.
Em janeiro de 2020, o BRB foi o banco que mais concedeu crédito imobiliário no Distrito Federal, segundo ranking publicado pela Associação Brasileira das Entidades de Crédito Imobiliário e Poupança (ABECIP).
Em julho de 2020, o BRB passou a ser patrocinador master do Flamengo para um período de três anos, após o BS2 rescindir o contrato com o clube carioca, com valor mínimo de 32 milhões de reais por ano, mas podendo ter aumento da receita através da exploração de negócios previstos no acordo envolvendo torcedores, imagem e negócios corporativos com o clube.

## Patrocínios
O BRB é patrocinador de vários eventos esportivos.

### Fórmula 1
O banco é patrocinador regional da equipe Alpine F1 Team, tendo a logomarca colocada no nariz dos carros de corrida.

### Outros esportes
O BRB detém os naming rights do Autódromo de Brasília, da Arena BRB Mané Garrincha e do Ginásio Nilson Nelson. O banco é também o patrocinador principal do Flamengo e da equipe de basquetebol Brasília Basquete.